# Hylaeus amazonicus
Hylaeus amazonicus là một loài Hymenoptera trong họ Colletidae. Loài này được Gribodo mô tả khoa học năm 1894.